# Benzocyclobutadiène
Le benzocyclobutadiène est un hydrocarbure aromatique de formule C8H6. Il est formé d'un noyau benzénique fusionné avec une unité cyclobutadiène, cette dernière, qui n'est pas aromatique, conférant à la molécule une certaine instabilité et une tendance à facilement dimériser et polymériser à travers une réaction de Diels-Alder.
L'un des usages connus du benzocyclobutadiène est celui dans la production de naflocort, un antiglucocorticoide de numéro CAS 59497-39-1.